# Калиолдина, Райхан Набиолдановна
Райхан Набиевна Калиолдина (12 июля 1962, с. Аксу, Аксуский район, Алматинская область) — казахская актриса

 кино и театра. Заслуженный деятель Казахстана (2012). Лауреат государственной премии «Дарын» РК.

## Биография
- Райхан Калиолдина родилась 12 июля 1962 года в селе Аксу Аксуского района Талды-Курганской области.
- Отец – Калиолдин Наби Атабаевич, был директором школы, Отличник народного образования РК.
- Мать – Нуралина Шара Чудабаевна, работала учителем, Отличник народного образования РК.
- Окончила Алма-Атинский государственный театрально-художественный институт (1983), актриса драмы и кино.
- Владеет казахским и русским языками.
- с 1983 г. актриса Казахский государственный академический театр для детей и юношества имени Г. Мусрепова

## Основные роли на сцене
1. М. Ауезов «Алуа» – Жанар
2. Г. Мусирепов «Ақан сері – Ақтоқты» – Ақтоқты
3. М. Байджиев «Ерте, ерте, ертеде» – Зылиха ханшайым
4. Ш. Айтматов «Желсіз түнде жарық ай» – Ұлжан
5. Н. Мирошниченко «Алау жалды арғымақ» – Оксана Орлик
6. Т. Миниуллин «Диляфруздың төрт күйеуі» – Диляфруз
7. А. Тауасаров «Сен жанбасаң» – Жанар
8. С. Балгабаев «Қыз жиырмаға толғанда» – Жібек, Гаухар
9. С. Балгабаев «Ең әдемі келіншек» – Мадина
10. С. Сматаев « Зар заман» – Қолаң сұлу
11. Е. Аманшаев «1001-ші түн» –  Якутат Аль-Кальб
12. Д. Исабеков «Ескерткіш операциясы» – миссис Чарльтон
13. У. Шекспир «Махаббат айдыны» – Ева
14. Б. Алимжанов «Құдалық» – Құдаша
15. Г. Мусирепов «Қыз Жібек» – Батсайы
16. Г. Мусирепов «Рабиғаның махаббаты» – мұғалім
17. И. Жансугиров «Исатай-Махамбет» – Фатима
18. М. Ауезов «Ділдәнің зары» – келін
19. В. Омар «1001-ші күн» – Ана
20. Б. Мукай «Шындық детекторы» – Сәния
21. Б. Жакиев «Әке тағдыры» – Зура
22. Г. Мусирепов «Ұлпан-Есеней» – Шынар
23. Ш. Муртаза «Жетім бұрыш» – Сырға
24. И. Вовнянко «Стриптизердің өлімі» – Сот
25. А. Островский «Адам аласы ішінде» – Машенька
26. Т. Теменов «Шығыс сазы» – Аспаз қыз
27. А. Тарази «Жақсы кісі» – Балзия
28. Ф. Родари «Чипполлино және оның достары» – Асқабақ
29. М. Ахманов «Алдардың айласы» – Сиыр
30. Е. Елубаев «Асар»- Мекиен
31. С. Балгабаев «Жымбала
32. С. Балгабаев «Мико және қасқыр» – Ботакөз
33. А. Хангелдин «Керемет» – Қамқа ханша
34. В. Алшынбаев «Керқұла атты Кендебай» – Айғаным

## Фильмография
- 2020 Магрипуша | (сериал, Казахстан) - Магрипуша
- 2020 Судьба | (фильм, Казахстан)
- 2019 Алые паруса: Новая история (фильм, Казахстан) -Гуля
- 2018 Сваты | Құдалар (фильм, Казахстан) - Сваха
- 2018 Отвергнутые (фильм, Казахстан) - Мать
- 2016 Коримдик| (сериал, Казахстан)- Мать
- 2014 Кара шанырак | Қара шаңырақ (сериал, Казахстан) - Ажар
- 2012-2013 Базарбаевы (сериал, Казахстан) - Айганым Базарбаева - главная роль
- 2008 Откройте дверь - я счастье! (сериал, Казахстан) - эпизод

## Награды
- Лауреат государственной премии «Дарын» РК.
- 2006 — Медаль «За трудовое отличие» (Казахстан)
- 2011 — Медаль «20 лет независимости Республики Казахстан»
- 2012 — Присвоено почетное звание «Заслуженный деятель Республики Казахстана»
- 2013 — Лауреат Государственный степенидии в области культуры РК[1]
- 2016 — Медаль «25 лет независимости Республики Казахстан»